# فرانسوا کوپه
فرانسوا کوپه (به فرانسوی: François Coppée) نویسنده و شاعر قرن نوزدهم میلادی اهل فرانسه است. از آثار اوست «عابر»، «فردوسی»، «برای تاج»، «صمیمیت‌ها»، «دفتر سرخ» و «فرودستان».
او در ۱۹۰۸ درگذشت و مقبره وی در گورستان مون‌پارناس، پاریس است.